# Kyle Milling
Kyle Milling, né le 27 juillet 1974 à Elmhurst, Illinois (États-Unis), est un joueur et entraîneur français de basket-ball. Il est d'origine américaine.

## Biographie

### Carrière de joueur
À sa sortie de l'université, il se fait remarquer en Pro B avec Nantes en 1997-98 puis Rueil en 2000-01. Naturalisé Français, il est recruté par Pau-Orthez en 2001, club pour lequel il participe à l'Euroligue avec un temps de jeu assez limité (environ 10 minutes par match). La saison suivante, il s'engage pour Hyères-Toulon à qui il reste fidèle et dont il devient le capitaine. En 2004, il atteint la demi-finale de la conférence ouest de l'Eurocoupe masculine de basket-ball.
Il a été sélectionné en équipe de France A' en 2003.

### Carrière d'entraîneur
Le 17 mai 2017, Kyle Milling signe pour trois saisons au Limoges Cercle Saint-Pierre. À la suite d'une défaite à domicile face à Dijon (79-67) le 24 novembre 2018, il est démis de ses fonctions dès le lendemain, et remplacé par son assistant François Peronnet. En mai 2020, il s'exile au Japon en signant à Yokohama B-Corsairs.Il entraine les Hiroshima Dragonflies depuis août 2021. En 2024 il gagne le championnat japonais. La même année il est nommé entraineur de la saison au Japon. Après il quitte Hiroshima pour les Gunma Crane Thunders. 

## Carrière

### Scolaire
- ? :  Poway High School
- 1992-1994 :  Gauchos de l'UC Santa Barbara (NCAA I)
- 1995-1997 :  Ducks de l'Oregon (NCAA I)

### Clubs
- 1997-1998 :  Hermine de Nantes (Pro B)
- 1998-2000 :  Hitachi Honsha Rising Sun (1er division)
- 2000-2001 :  Rueil PB (Pro B)
- 2001-2002 :  Élan béarnais Pau Orthez (Pro A)
- 2002-2009 :  Hyères-Toulon VB (Pro A)
- 2009-2011 :  AS Monaco (NM2)

### Entraîneur
- 2011-2013: Mount Carmel High School
- 2013-2015 :  Hyères-Toulon VB (adjoint)
- 2015-2017 :  Hyères-Toulon VB (Pro B et Pro A )
- 2017- novembre 2018 :  Limoges CSP (Pro A)
- 2020-2021 :  Yokohama B-Corsairs (B.League)
- 2021-2024 :  Hiroshima Dragonflies (B.League)
- 2024-aujourd'hui :  Gunma Crane Thunders (B.League)